# Parc Nacional de Mana Pools
El Parc Nacional de Mana Pools, situat al nord de Zimbàbue, és una àrea de conservació de vida silvestre.
Es tracta d'una regió de la part baixa del riu Zambezi a Zimbàbue, on la inundació és normal en una àmplia extensió dels llacs, després de cada temporada de pluges. A mesura que els llacs s'assequen gradualment i s'allunyen, la regió atrau molts animals grossos a la recerca d'aigua, per això és una de les regions més famoses de safaris d'Àfrica.
Mana significa 'quatre' en llengua xona, en referència a les quatre grans piscines permanents formades pels meandres del riu Zambezi mitjà. Aquests 2.500 quilòmetres quadrats de front de riu, illes, bancs de sorra i piscines, flanquejada per boscos de caoba, figues silvestres, ebonies i baobabs, és un dels parcs nacionals més pobres del sud d'Àfrica. Es va salvar d'un esquema hidroelèctric a la dècada dels vuitanta.
El parc forma part del Patrimoni de la Humanitat inscrit per la UNESCO el 1984. Té la major concentració d'hipopòtams i cocodrils i grans poblacions de mamífers durant la temporada seca del país.
Al Mana Pools es va designar un aiguamoll, el Ramsar, d'importància internacional el 3 de gener 2013.